# Bismarckturm (Lütjenburg)
Der Bismarckturm in Lütjenburg im Kreis Plön in Schleswig-Holstein auf dem 60 m hohen, traditionsreichen  Vogelberg, auch Gojenberg genannt, dem höchsten Punkt der Stadt Lütjenburg. Schon 1719 legte die Schützen-, Toten- und Brandgilde im Artikel 1 fest: „Es soll der Vogel oder Göye jährlich des Mittwochs nach Pfingsten allhier auf dem als genannten Goyenberg geschossen werden.“ Von dem Berg aus konnten die in der Hohwachter Bucht kreuzenden Segel- und Dampfschiffe beobachtet werden. Ernst Willkomm bemerkt 1850 in Wanderung an der Ostsee: „Die Umgegend Lütjenburgs ist reich an mannigfachen herrlichen Aussichten, ganz besonders von der Vogelstange aus.“

## Hintergrund

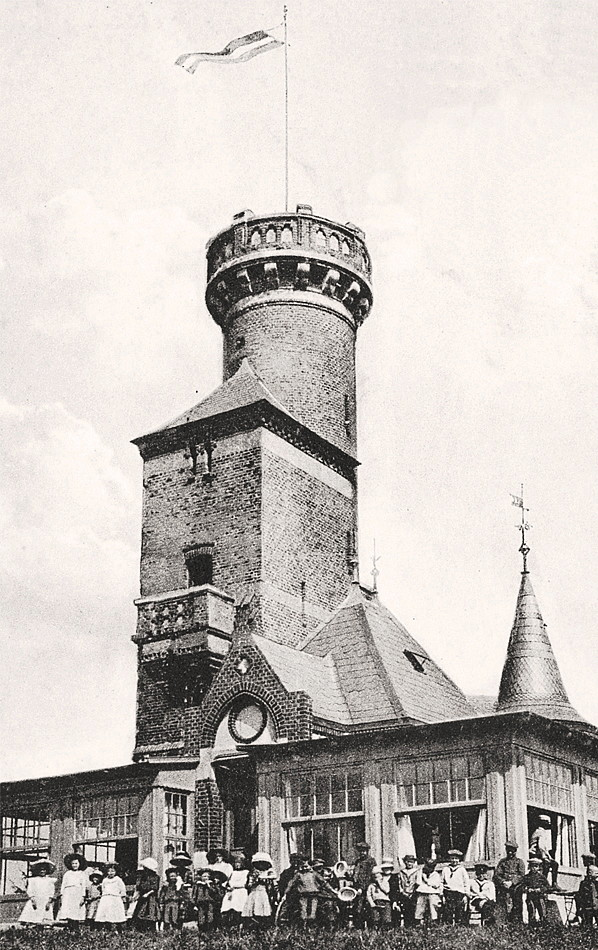
Turm nach Umbau 1913

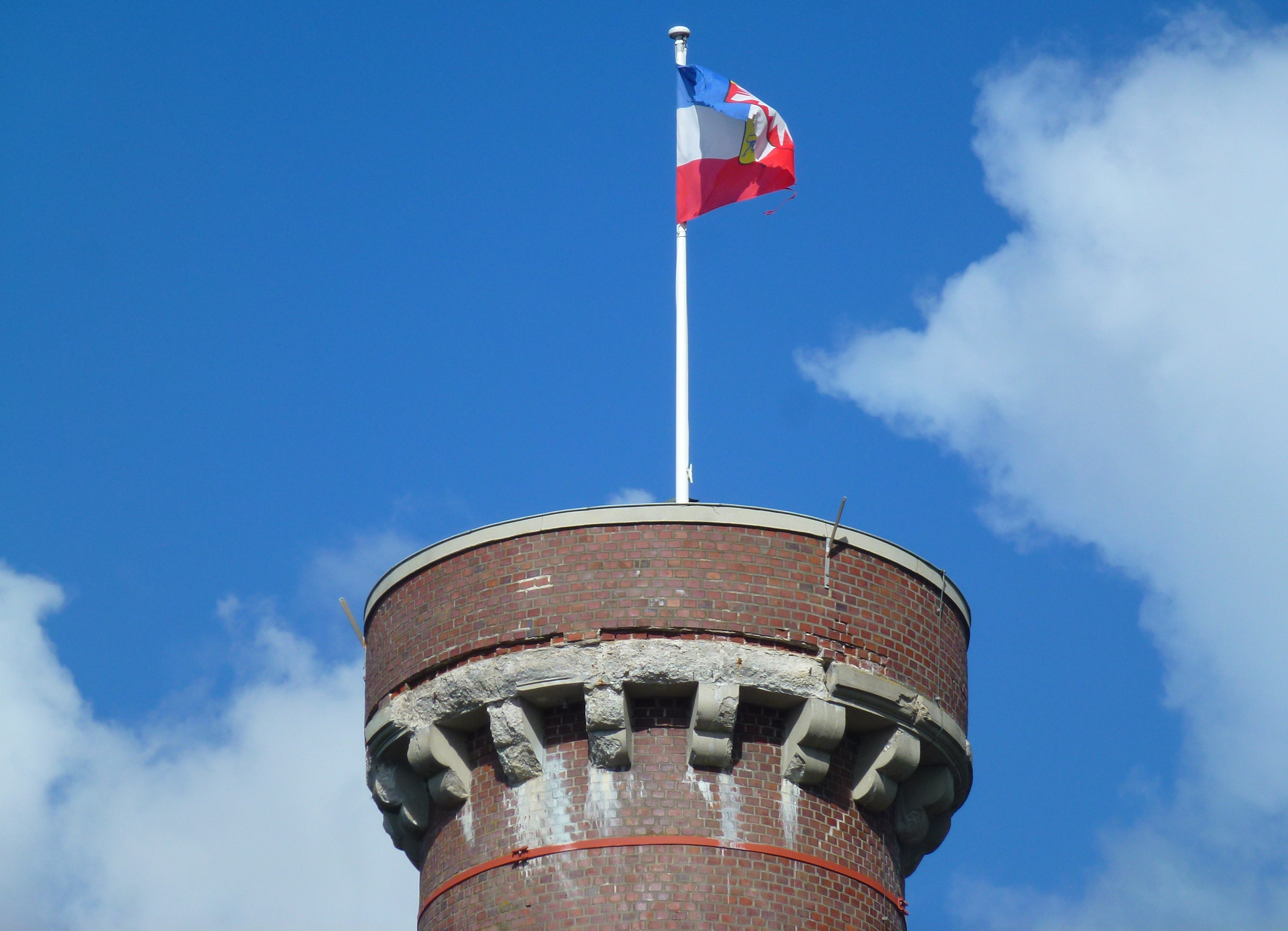
Die Turmspitze 2015

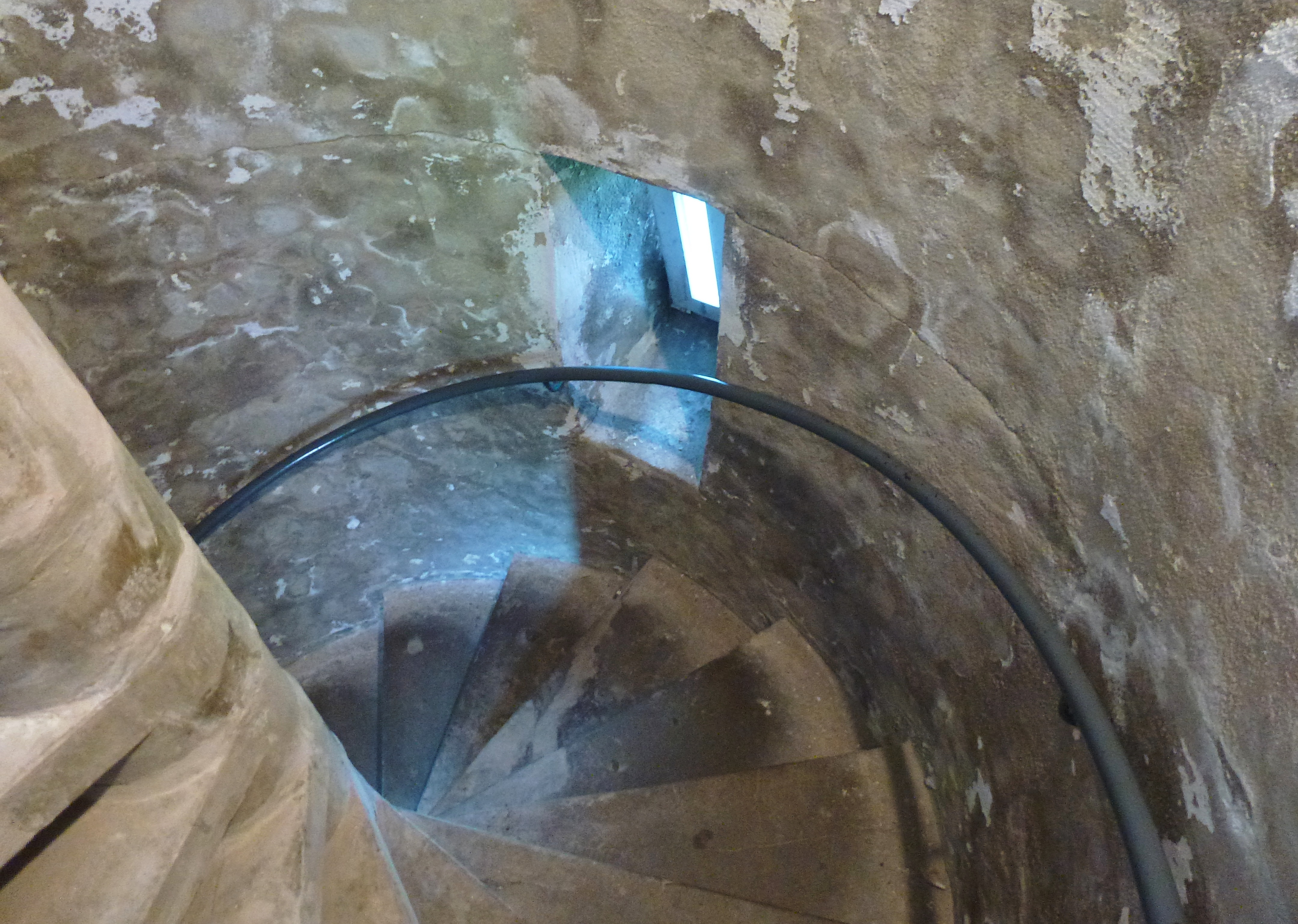
Die Wendeltreppe

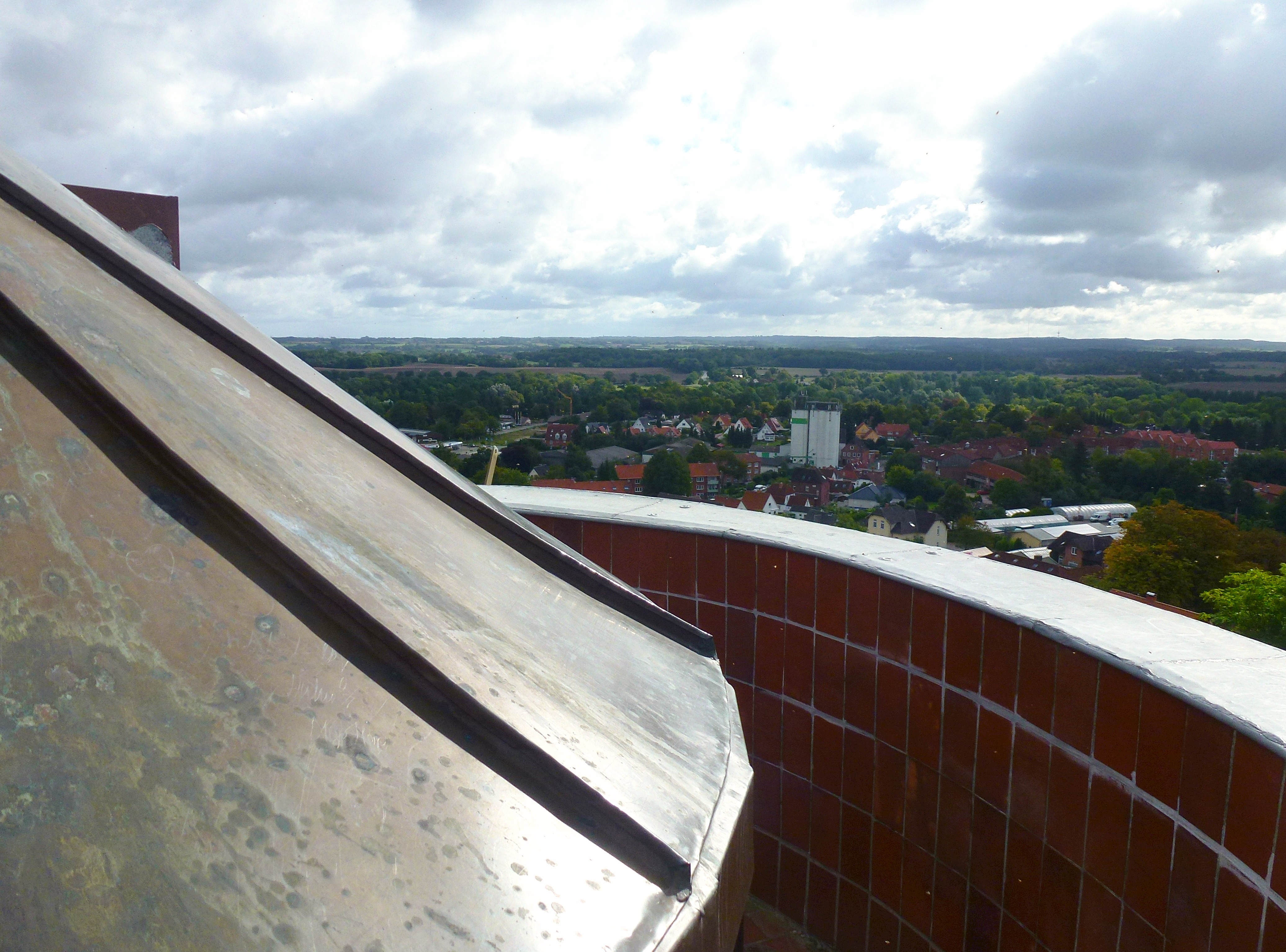
Die Aussichtsplattform

Der Turm ersetzte zur weiteren Fernsichtverbesserung einen an gleicher Stelle stehenden hölzernen Vorläuferturm, der 1415 Mark gekostet haben soll und sich in einer Lithographie für 1864 nachweisen lässt als viereckiger Holzturm mit Schutzdach über der Plattform für Besucher oder Wächter. Dieser muss um 1860 gebaut worden sein, denn die Stadtansichten Lütjenburgs von F.T. Kems von um 1848 und Lütjenburg von der Wetterader Schmiede aus gesehen von um 1850 zeigen noch einen Signal- oder Wachturm, wie er ähnlich von der preußischen Armee oder zuvor von Napoleon Bonaparte eingesetzt wurde. Selbst die Varendorffsche Karte von 1798–1796 verzeichnet ihn bereits.
Der Bismarckturm ist der älteste der acht Bismarcktürme / -säulen in Schleswig-Holstein und zählt zu den 17 ältesten der bekannten 240 Bismarcktürme. Der Bismarckturm ist eines der Wahrzeichen Lütjenburgs, wird nachts angestrahlt und kann bestiegen werden – wobei in der Gaststätte Eintritt zu zahlen ist.

## Architektur
Der Bismarckturm ist ein runder Turm von 18,5 m Höhe mit einer vorspringenden Aussichtsplattform an der Spitze, 1 ½ Meter höher als der Hessenstein. Die 96 Stufen einer Wendeltreppe führen auf die Aussichtsplattform des Turmes. In regelmäßigen Abständen fällt Tageslicht durch schmale Fenster ins Treppenhaus. An dem Rundturm angebaut ist ein etwas niedrigeres, ebenfalls turmähnliches Gebäude von quadratischem Grundriss mit einem Walmdach sowie einem gegliederten Anbau mit Portal und einem kleinen runden Turm – beide sind mit dunklen Biberschwanz-Dachziegeln gedeckt. Das gesamte Gebäude wurde aus roten Ziegelsteinen und Naturstein (Granit) im historistischen Stil der Neugotik nach Plänen von Hugo Groothoff errichtet.

## Baugeschichte und Benennung
Die Errichtung des Bismarckturms wurde durch den Lütjenburger Bürger- und Verschönerungsverein unter Vorsitz von Senator Schneider als Aussichtsturm mit einem breiteren Umgang sowie stadt- und seeseitigen Balkons am 16. März 1897 zur Hebung des Fremdenverkehrs beschlossen.
Am 26. Juni 1897 forderte die Turmbaukommission die Herren Lucca und Griebel auf, einen Turm im Rohbau mit Klinkerverblendung innerhalb der Kostenmarge von 10.000 Mark als Zeichnung und mit einer Kostenrechnung einzureichen, während Herr Schneider Herrn Hugo Groothoff einlud, einen Kostenanschlag und eine Zeichnung über einen Turm nach vorstehender Bedingung kostenlos zu liefern; Termin 14 Tage. Am 4. Oktober 1897 wurde dem Hamburger Architekten Hugo Groothoff die Zeichnung zurückgegeben und dieser aufgefordert, eine einfachere Zeichnung und einen Kostenvoranschlag zu fertigen.
Am 19. März 1898 beschloss die Generalversammlung, das Projekt des Architekten auszuführen, sofort mit der Ausschreibung an hiesige Handwerker zu beginnen und als Fertigstellungstermin Pfingsten des Jahres, d. h. den 30. Mai 1898 vorzugeben. Am 21. Juni 1898 wurde beschlossen, den mit 64 cm zu schmalen Rundgang auf dem Turm auf 90 cm zu erweitern. Es wurden eine zwei- bis dreiwöchige Baufristverlängerung und Mehrkosten gebilligt. Am 13. Juli 1898 erteilte die Generalversammlung dem Maurermeister W. Lucca den Turmbauauftrag. Am 22. Juli 1898 beschloss das Comitee, der Pächter des Restaurants habe den Turm zu verwalten, diesen vom 15. Mai bis 15. Oktober morgens 9 Uhr bis abends 9 Uhr offen zu halten und für jede Turmbesteigung 10 Pfennig zu nehmen.
Am 5. August 1898, sechs Tage nach dem Tod des Reichskanzlers Otto von Bismarck, wurden letzte Bauentscheidungen getroffen, wie der Einbau von Fensterläden in den Turm, eines Buffets für die Gastwirtschaft und einer Fahne. Plan und Kostenvoranschlag für den Einbau eines Aborts waren noch zur Genehmigung vorzulegen. Das Inventar hatte der Pächter selbst zu stellen.
Am 23. August 1898 wurden die drei Gebote für die Pacht der Gastwirtschaft gegenübergestellt und die am Turm noch mit Inventar einzurichtende Gastwirtschaft dem meistbietenden Gastwirt A. Hamm zugeschlagen. Er bot 850 Mark für den Zeitraum von der Fertigstellung bis 31. Dezember 1899 und 750 Mark jährlich vom 1. Januar 1900 bis 31. Dezember 1903. Am 27. August 1898 war zu lesen: „Der Bau des Turmes auf unserm Vogelberg wird mit Ablauf dieses Monats vollendet sein. Der Turm ist 20 Meter hoch. Die Mauer besteht im unteren Teil aus Felsen, im oberen aus Ziegeln. An der Ostseite ist eine Halle angebaut, worin eine Schänke eingebaut werden wird. Die Schenke ist an Gastwirt Hamm hierselbst vergeben. Dem Pächter gehört zugleich das Eintrittsgeld von den Turmbesteigern (je Person 10 Pfg.)“
Am 29. August 1889 beschloss das Turmbaukomitee die Einweihungsfeier am 2. September nachmittags um 5 Uhr zu beginnen und hierzu den Bürgermeister Ronneberg um eine erforderliche Einweihungsrede, den Gastwirt A. Hamm die Öffnung der Wirtschaft und Musik und den Sattlermeister Adler um die Anfertigung einer 4 m langen Fahne für den Turm zu bitten.
Am Freitag, den 2. September 1898, dem Sedantag, wurde der Turm eingeweiht und „hat zu Ehren des nunmehr verewigten großen Reichskanzlers den Namen Bismarckturm erhalten.“
Gegen 5 Uhr nachmittags versammelten sich die Herren des Bauausschusses, die Aktionäre sowie ein weiteres Publikum, darunter sehr viele Damen, am Fuße des Turms. Die Feier wurde durch einen Musikvortrag eröffnet. Die Einweihungsrede hielt der Lütjenburger Bürgermeister Hermann Ronneberg (1893–1919): Er dankte allen, die zum Zustandekommen dieses schönen Baues beigetragen hatten, besonders Baumeister Herrn Lucca, sowie den anderen Bauleuten und Handwerkern, welche alle bei der Arbeit von dem Bestreben geleitet worden seien, ein Bauwerk herzustellen, das unserer Stadt und Umgebung zur Zierde gereiche und das auch, wie zu erwarten sei, einen vermehrten Fremdenverkehr herbeiführen und so der Stadt auch zum materiellen Vorteil dienen werde.
Die Feier des eigentlichen Sedanfestes der Kampfgenossen von 1870/71 war auf den 4. September verschoben worden. Der Festzug setzte sich um 2 Uhr von Carl Riemenschneiders Hotel Stadt Kiel am Markt aus in Bewegung in Richtung Vogelberg in die Nähe der am 24. März 1898 zum 50-jährigen Jubiläum gepflanzten Doppeleiche mit dem Stein „Up ewig ungedeelt“.
Die Benennung „Bismarck Thurm“ für den Aussichtsturm lässt sich zuerst auf einer lithografischen Ansichtskarte des Verlags von H. O. Schmidt Lütjenburg nachweisen, die am 30. Dezember 1898 in Lütjenburg aufgegeben und am 31. Dezember 1898 postalisch in Kiel ankam. Nach dem dargestellten Pflanzenbewuchs ist sie  auf September 1898 zu datieren und stellt im Zweitbild den Turm von Westen und Stadt und Turm von der Michaeliskirche im Süden aus dar.
Am 18. Mai 1900 beschloss die Mitgliederversammlung des Bürgervereins im Hotel Stadt Kiel, dass am Ausgang der Plattform die Bezeichnung „Bismarck Thurm“ (zu Ehren von Otto von Bismarck) „mit eisernen Lettern“ angebracht werde soll, wozu der Vorstand Kostenvoranschläge auf der nächsten Generalversammlung zur endgültigen Entscheidung vorzulegen habe. Auf der Versammlung am 23. Mai 1901 hieß es unter Punkt 6: „an dem Thurm soll in metallenen Lettern der Name Bismarckturm angebracht werden, die Ausführung übernehmen Zimmermeister Griebel und Maurermeister Lucca.“ Am 10. Mai 1902 wurde beschlossen, von der Anbringung der Inschrift „Bismarck Thurm“ in ehernen Lettern am Turm selbst Abstand zu nehmen. Stattdessen sollte ein Bismarckmedaillon über der Eingangstür angebracht werden. Am 19. Mai 1903 war zu lesen: „die angeschaffte Bismarckbüste im Betrage von 29 Mark soll aus der Kasse bezahlt werden.“

## Finanzierung und Eigentümer
Die Baukosten betrugen insgesamt 14.515 Mark, wovon 640 Mark auf den Hamburger Architekten Hugo Groothoff entfielen. Der Bürger- und Verschönerungsverein gründete am 16. März 1897 eine Art Aktiengesellschaft und ließ Anteile zu 10 Mark zeichnen, die beim Bau des Turms zur Zahlung verpflichteten und später aus den Erträgen und Zuwendungen des Turms nach Los zu erstatten waren. Noch in der Versammlung wurde ein Bogen zur Zeichnung der Anteilsscheine in Umlauf gesetzt und es wurden 221 Scheine à 10 Mark gezeichnet. Hierauf wurden für jedes der vier Stadtquartiere 2 Bürger gewählt, die die Bürger ihrer Quartiere zur Zeichnung aufzufordern hatten. Am 7. Juni 1898 erging der Auftrag an den Buchdrucker J.M. Klopp 650 Anteilsscheine mit den laufenden Nummern von 1 bis 650 zu drucken und gegen Zahlung der Anteile auszugeben. 138 Lütjenburger Bürger und Bürgerinnen und ein Bewohner der Niedermühle kauften Anteilsscheine. Adlige Vertreter der um Lütjenburg liegenden Güter waren nicht dabei. Die Einnahmen aus der Turmbesteigung und der Verpachtung der Gaststätte waren so ertragreich, dass bis zum 24. Januar 1899, die Bausumme bis auf 5814 Mark und bis 1903 auf 3.180,00 Mark bezahlt war.
Am 26. Mai 1903 beantragten die Aktionäre die Übernahme des Gebäudes durch die Stadt.

## Beschreibung der Fernsicht

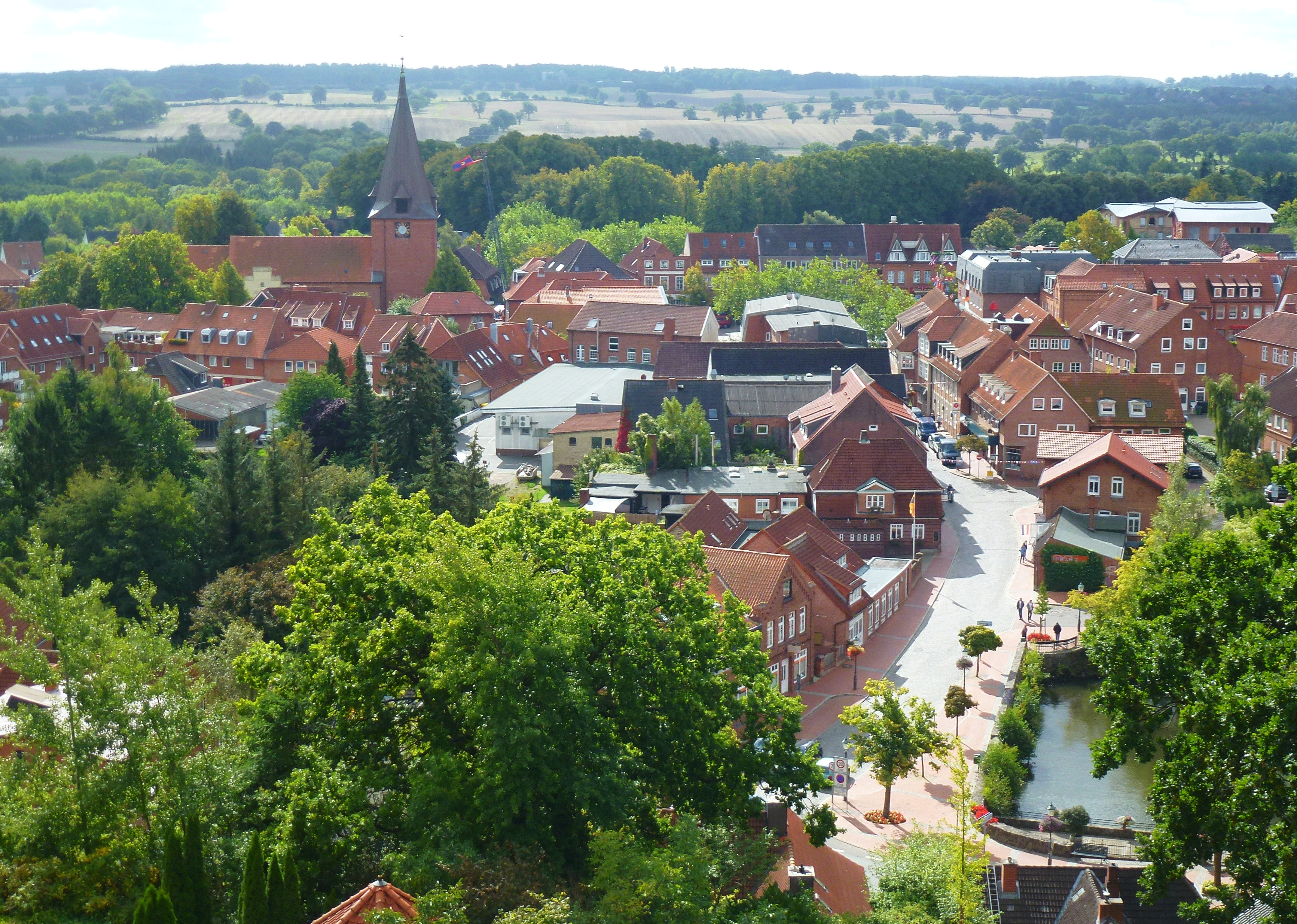
Aussicht über Lütjenburg

- 1898 schrieb Richter in seinem Touristenführer. „Nördlich, unmittelbar oberhalb der Stadt (Lütjenburg), erhebt sich der Vogelberg, durch Anpflanzungen in letzter Zeit sehr verschönert. Die Aussicht von hier erstreckt sich südlich über die Stadt, östlich nach dem Bahnhofe hin, westlich zu den den Selenter See umgebenden Waldungen und nördlich bis zur Ostsee hin.“[29]
- 1904 hieß es im Verkehrs-Anzeiger für Lütjenburg und Umgebung:[28] „Im Norden mit der Stadt verwachsen, erhebt sich der parkartig gehaltene, wohl gepflegte sog. Vogelberg mit einem 18 ½  Meter hohen Aussichtsturm, welcher zu Ehren des Altreichskanzlers Fürsten Bismarck den Namen Bismarckturm erhalten hat. Von dem Turm genießt man eine umfassende prächtige Aussicht auf die waldumkränzte Stadt, das von Schiffen belebte Meer und auf das von Baumgruppen durchzogene Wiesenthal des Kossauflusses. Im Südosten erblickt man den fernen waldbedeckten Höhenzug, der durch den 159 Meter über dem Meeresspiegel gelegenen Bungsberg gekrönt wird. Weiter sieht man die Höhen der Stadt Oldenburg in Holstein und die Insel Fehmarn.“

## Gastwirtschaft
- 1898 wurde mit einer rund 20 m² großen, unbeheizten Gaststube im Turm begonnen. Der Besucheransturm war so groß, dass bald Biertische vor dem Turm aufgestellt und Markisen zu deren Wetterschutz angebaut werden mussten.
- 1913 ließ der Pächter H. Mathiesen zwei verglaste, flache und unbeheizte Veranden anbauen, mit denen sich die Gästezahl innen verdreifachen ließ.
- 1930 erweiterte der Pächter Heinrich Riemenschneider auf eigene Kosten für 30 Jahre Pachtfreiheit die Veranden nach Plänen des Plöner Architekten Ehmke-Kasch. Es entstand ein „Gastraum für 100 Personen mit großen Fenstern zum Südhang, von wo man einen herrlichen Blick auf die ostholsteinsche Landschaft und auf den Binnensee und die Ostsee hat.“[28] Der Einbau der Heizungsanlage verlängerte die Öffnungszeiten über die Sommermonate hinaus. Noch lange sprach man von den „5-Uhr-Tanz-Tee-Nachmittagen“.[30]
- Ab 1947 wurde die Gaststätte mehrmals erweitert.
- 1964 bauten die Stadtvertreter den Bismarckturm zu einer der Zeit entsprechenden Gaststätte mit einem Gastraum mit 220 Sitzplätzen und moderner Küche aus.[28]
- 1976 wurde der Turm instand gesetzt, wobei einige der ursprünglichen neugotischen Elemente verloren gingen.

## Rund um den Bismarckturm

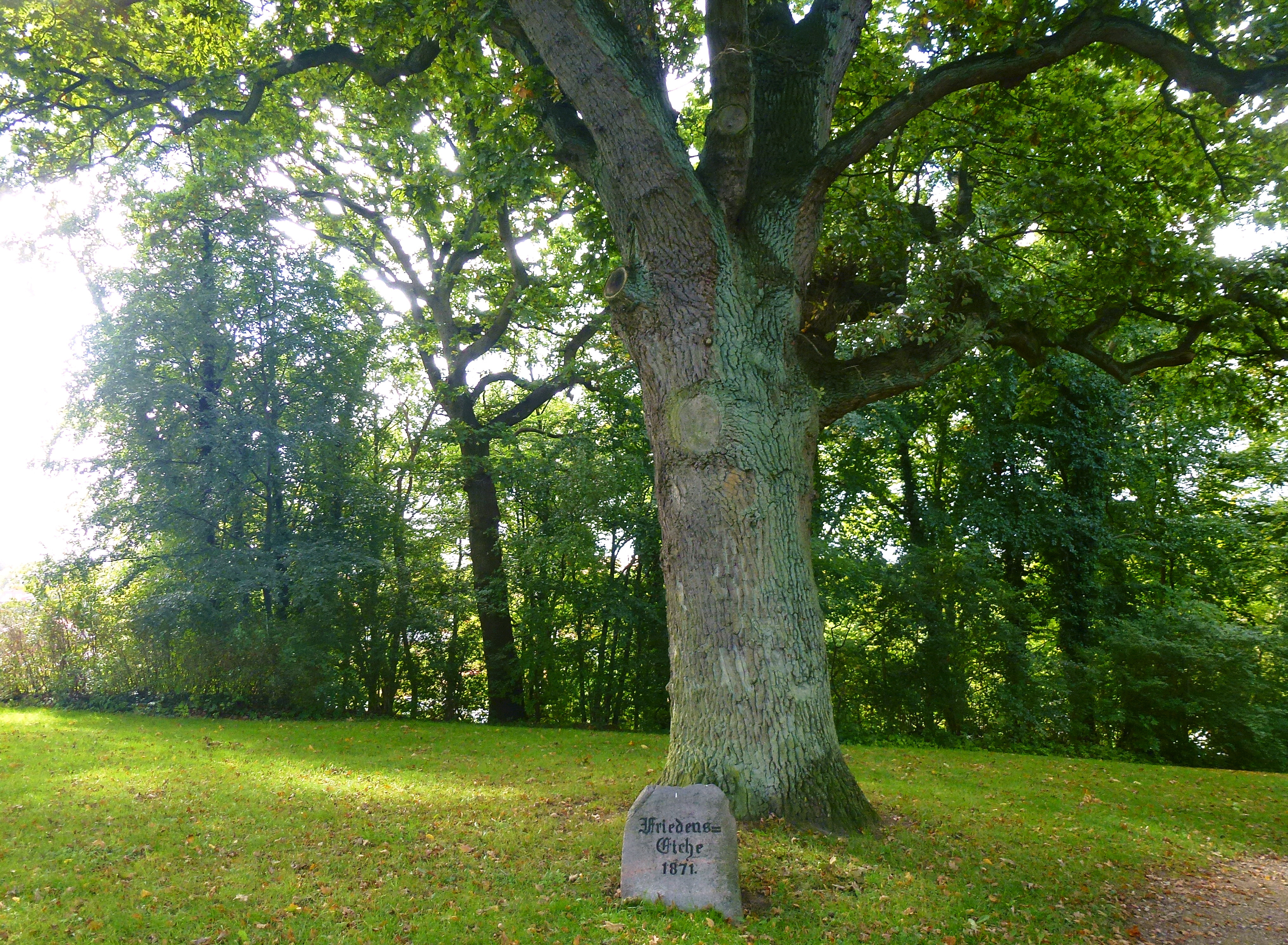
Die Friedenseiche

- Friedenseiche: Die Friedenseiche Südöstlich neben dem Turm steht eine Friedenseiche. Die Eiche und der Gedenkstein mit der Aufschrift „Friedens = Eiche 1871“ sollen an den Deutsch-Französischen Krieg und den Frieden von Frankfurt vom 10. Mai 1871 erinnern, bei denen Bismarck eine wichtige Rolle spielte. Der Regierungs-Vizepräsident in Schleswig Karl Ludwig August Freiherr von Ende propagierte in öffentlichen Blättern das Pflanzen von Friedenseichen und Setzen von Steinen mit der Aufschrift „Friedens-Eiche 1870/71“. Schon vor dem 8. April 1871 wurden verschiedenen Orte im Schleswigschen Friedenseichen gepflanzt und Steine gesetzt.[31] Im Kreis Plön lassen sich die ersten Pflanzungen im April in Ascheberg und Kleinmeinsdorf sowie Anfang Mai in Plön selbst, in Carpe, Dörnick und Hintere Wach nachweisen.[32] Für Lütjenburg sind das genaue Pflanzdatum und die Herkunft der Eiche noch nicht belegt.
- Doppeleiche mit Stein Up ewig ungedeelt 1848/98: Anlässlich der 50-jährigen Wiederkehr der Erhebung gegen Dänemark wurde am 24. März 1898 in der Tannenschlucht die vom Kammerherrn von Buchwaldt Helmstorf gestiftete Doppeleiche gepflanzt und der Stein gesetzt.[33]
- Ehrenmal
- Keltischer Baumkreis von 2003 der Gildemajestäten am Vogelberg mit 22 unterschiedlichen Bäumen
- Vogelstange der Schützengilde

## Inhaber bzw. Pächter der Gastwirtschaft
- August Hamm, Gastwirt von Hamms Gasthof, 2. September 1898 bis 31. Dezember 1903[28]
- Heinrich Matthiessen. Gastwirt vom Kaisersaal. 1. Dezember 1904–1914, 1919(?)[28]
- Fritz Wegner, Lütjenburger Bäckersohn. Gastwirt vom Kaisersaal, 1919[28] – 1929
- Heinrich Riemenschneider, Gastwirt von Hotel Stadt Kiel am Markt, 1930[28] – 1939 und 1947–1951
- Karl Heinz Riemenschneider (Sohn von Heinrich Riemenschneider) führte 1947 bis 1951 die Wirtschaft[28]
- Ehepaar Sankowski, 1951–1964[28]
- Nico Johannsen aus Kiel, 1964–1999[28]
- Anke und Christian Boll, 1999–heute

## Bedeutende Besucher
- 1966 Deutsche Fußballnationalmannschaft mit Trainer Helmut Schön.[28]